# بتل کرای (ترانه ایمجین درگنز)
«بتل کرای» (انگلیسی: Battle Cry) ترانه‌ای است که توسط گروه موسیقی راک آمریکایی ایمجین درگنز ضبط شده‌است. این ترانه در ۲ ژوئن ۲۰۱۴ به‌عنوان تک‌آهنگ تبلیغاتی فیلم علمی تخیلی اکشن ۲۰۱۴ تبدیل‌شوندگان: عصر انقراض منتشر شد. این ترانه بعداً در نسخه دیلاکس دومین آلبوم گروه، دود + آینه‌ها (۲۰۱۵) قرار داده شد.